# Neothoracaphis saramaoensis
Neothoracaphis saramaoensis är en insektsart som först beskrevs av Takahashi, R. 1935.  Neothoracaphis saramaoensis ingår i släktet Neothoracaphis och familjen långrörsbladlöss. Inga underarter finns listade i Catalogue of Life.